# Attenti a quei P2
Attenti a quei P2 è un film italiano del 1982 diretto da Pier Francesco Pingitore. È una parodia satirica della vicenda giudiziaria riguardante la loggia massonica P2.

## Trama
Nel film il capo della loggia massonica P2, Licio Belli, fa credere ai suoi affiliati che il Presidente del Consiglio, l'onorevole Forlotti, sia diventato loro confratello. In realtà il Belli ha truccato da Forlotti un poveraccio che si arrangia a vendere giocattoli usati, Tonio Tatarella, promettendogli di fargli assegnare un alloggio nelle case popolari.
Questi però rilascia un'intervista senza senso a un giornalista de Il Messaggero, portando alla crisi di governo e costringendo il Belli ad accelerare i tempi per assicurarsi un lucroso appalto con lo sceicco Kasheri, importante fornitore petrolifero.
Tra un attentato e ricatti vari, qualcosa va storto e l'intervento di un improbabile poliziotto contribuisce a far scoppiare lo scandalo P2. Il fascicolo, però, viene abbandonato nella stanza degli "affari urgenti", dove si trovano altri faldoni relativi alle inchieste sui petroli, Sindona, il Belice, l'Italcasse.

## Luoghi delle riprese
Il film è ambientato in gran parte all'hotel Cavalieri Hilton di Roma.